# Camarosporium betulinum
Camarosporium betulinum är en svampart som beskrevs av Died. 1914. Camarosporium betulinum ingår i släktet Camarosporium, ordningen Botryosphaeriales, klassen Dothideomycetes, divisionen sporsäcksvampar och riket svampar.   Inga underarter finns listade i Catalogue of Life.